# Дрібномох кривошийковий
Дрібномох кривошийковий (Microbryum curvicollum) — вид мохів порядку потіальних (Pottiales).

## Поширення
Батьківщиною є Європа.